# Carl Wahren (1866–1941)
Carl Jacob Wahren (i riksdagen kallad Wahren i Norrköping), född 30 november 1866 i Norrköpings mosaiska församling, Östergötlands län, död 3 april 1941 i Norrköpings S:t Olai församling, Östergötlands län, var en svensk industriman. Han var bror till Axel Wahren och blev farfar till befolkningsforskaren Carl "Charlie" Wahren (1933–2024).
Wahren var son till fabrikör Richard Wahren och Emma Heyman. Han genomgick Höhere Web-Schule i Werdau, Sachsen, 1886–1887. 1887–1888 var han anställd på handelskontor och fabriker i Frankrike. 1889 blev han fabriksledare hos R. Wahrens AB klädesfabrik i Norrköping, 1898 styrelseledamot där och 1901 disponent där. 1898–1907 var han verkställande direktör för Holmens Bruks- och Fabrik AB, styrelseledamot i AB Förenade Yllefabrikerna i Norrköping samt styrelseledamot i Norrköpings enskilda bank. Från 1908 var han ledamot av direktionen för Skandinaviska Kredit AB:s norrköpingskontor. Han var ledamot av Norrköpings stadsfullmäktige, ledamot (partilös) av riksdagens andra kammare 1921 och invaldes som ledamot av Kungliga Ingenjörsvetenskapsakademien 1929.
Carl Wahren är gravsatt i Krematorielunden i Norrköping.